# Jorge Gatica
Jorge Paul Gatica Villegas (Providencia, Santiago, 17 de junio de 1996) es un futbolista chileno, se desempeña como mediocampista en Santiago Wanderers de la Primera B de Chile.

## Trayectoria
Sus primeros pasos fueron en la escuela de fútbol Martin Gálvez, filial del Club Universidad de Chile para luego ingresar a las inferiores de Santiago Morning, posteriornente en 2015 pasa al primer equipo, donde se mantuvo por cinco años, donde totalizó ciento dieciséis partidos en todas las competencias.
Para el año 2020, ficha por Coquimbo Unido, donde ganó la Primera B 2021.
El 29 de noviembre de 2022 es anunciado como nuevo jugador de Santiago Wanderers con miras a la temporada 2023.

## Clubes
| Club               | País  | Año       |
| ------------------ | ----- | --------- |
| Santiago Morning   | Chile | 2015-2019 |
| Coquimbo Unido     | Chile | 2020-2022 |
| Santiago Wanderers | Chile | 2023-Act. |

## Palmarés

### Campeonatos nacionales
| Título    | Club           | País  | Año  |
| --------- | -------------- | ----- | ---- |
| Primera B | Coquimbo Unido | Chile | 2021 |